# Molophilus (Molophilus) pimelia
Molophilus (Molophilus) pimelia is een tweevleugelige uit de familie steltmuggen (Limoniidae). De soort komt voor in het Australaziatisch gebied.